# 566631 Svabhegy
566631 Svabhegy este o planetă minoră (asteroid) din centura de asteroizi. A fost descoperită pe 1 noiembrie 2010 la Piszkéstetői Obszervatórium⁠(d) de  și a fost numită după Svábhegy⁠(d). 
Obiectul prezintă o orbită caracterizată de o semiaxă mare de 2,6453037418369 UAi, o excentricitate de 0,10234185717634, o înclinație de 8,5010350344192 ° în raport cu ecliptica.